# Montparnasse
Montparnasse es un barrio de París, Francia, que se sitúa en la margen izquierda del río Sena centrado en la intersección del Boulevard de Montparnasse y el Boulevard Raspail. Montparnasse fue absorbido en el XIV Distrito de París en 1860.
Esta área da su nombre a:
- La Estación de Montparnasse (Gare Montparnasse), de la que parten trenes a Bretaña y TGVs a Tours, Burdeos o Le Mans. Fue remodelada como una estación moderna del TGV.
- La gran estación de metro Montparnasse - Bienvenüe.
- El Cementerio de Montparnasse, donde encuentran las sepulturas de Charles Baudelaire, Jean-Paul Sartre, Simone de Beauvoir, César Vallejo, Julio Cortázar, Samuel Beckett, Guy de Maupassant, entre otras personalidades.
- La Torre Montparnasse, un solitario rascacielos.

El Instituto Pasteur también se encuentra en esta área. Bajo el suelo hay túneles de las Catacumbas de París.
El nombre de Montparnasse proviene de "mont Parnasse", monte Parnaso en francés (en la mitología griega, hogar de las nueve diosas griegas, las musas, de las artes y las ciencias), nombre dado al escarpado barrio en el siglo XVII por los estudiantes que acudían al mismo a recitar poesía.
La colina fue nivelada en el siglo XVIII para construir el Boulevard de Montparnasse. Durante la Revolución francesa numerosos clubes de baile y cabarés se abrieron aquí.
Esta área es también conocida por sus cafeterías y bares, como los restaurantes bretones especializados en crepas localizados a pocas manzanas de la Estación de Montparnasse.

## El Montparnasse bohemio
Como su homólogo Montmartre, Montparnasse se hizo famoso a comienzos del siglo XX, en los años llamados Années Folles (los años locos), cuando era el corazón de la vida intelectual y artística de París. Entre 1921 y 1924 el número de estadounidenses en París pasó de 6 mil a 30 mil. De 1910 al comienzo de la Segunda Guerra Mundial, los círculos artísticos parisinos migraron a Montparnasse, una alternativa al distrito de Montmartre que había sido el caldo de cultivo de la anterior generación de artistas. El París de Zola, Manet, Anatole France, Degas y Fauré, un grupo con más en común por el estatus del que provenía que por las tendencias artísticas del momento, malcriados en los refinamientos del dandismo, estaba en el otro extremo del espectro económico, social y político respecto a los artistas emigrantes, valientes y que alzaban la voz con dureza que poblaban Montmartre.
Pintores prácticamente sin dinero, escultores, escritores, poetas y compositores vinieron del mundo entero para prosperar en la atmósfera creativa y por el alquiler barato en comunas de artistas como La Ruche. Viviendo sin agua corriente, en estudios húmedos, sin calefacción, raras veces sin ratas, muchos vendieron sus trabajos por unos francos solamente para comprar comida. Jean Cocteau una vez dijo que la pobreza era un lujo en Montparnasse. Entonces promovidos por distribuidores de arte como Daniel-Henry Kahnweiler, hoy los trabajos de aquellos artistas se venden por millones de euros.
Venían a Montparnasse desde todo el mundo, desde Europa incluyendo Rusia y Ucrania, desde los Estados Unidos, Canadá, México, América Central y del Sur e incluso desde Japón. Manuel Ortiz de Zárate, Camilo Mori y otros habían llegado desde Chile, donde las profunda innovaciones que se dieron en arte generaron el nacimiento del Grupo Montparnasse en Santiago de Chile. Algunos otros artistas que se reunieron en Montparnasse fueron Pablo Picasso, Guillaume Apollinaire, Isaac Frenkel Frenel, Eduardo Pisano, Ossip Zadkine, Moise Kisling, Jean Cocteau, Erik Satie, Marios Varvoglis, Marc Chagall, Nina Hamnett, Fernand Leger, Jacques Lipchitz, Max Jacob, Blaise Cendrars, Chaïm Soutine, Michel Kikoine, Pinchus Kremegne, Amedeo Modigliani, Vicente Huidobro, Ford Madox Ford, Toño Salazar, Ezra Pound, Max Ernst, Marcel Duchamp, Suzanne Duchamp-Crotti, Constantin Brancusi, Paul Fort, Juan Gris, Ángel Zarraga, Diego Rivera, Federico Cantú, Marevna, Tsuguharu Foujita, Marie Vassilieff, Léon-Paul Fargue, Alberto y Diego Giacometti, René Iché, André Breton, Jules Pascin, Salvador Dalí, Miguel Ángel Asturias, Henry Miller, Samuel Beckett, Joan Miró y, en sus años de declive, Edgar Degas.

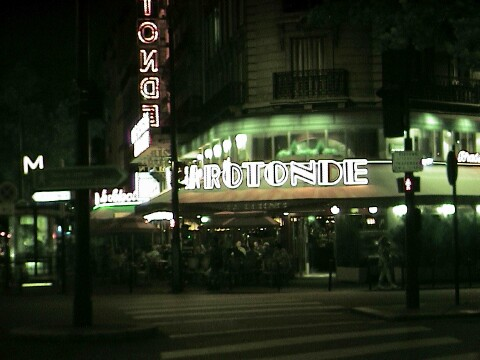
La Rotonde de noche en 2002.

Montparnasse era una comunidad donde la creatividad era acogida con todas sus excentricidades, la llegada de cada nuevo miembro era bienvenida sin reservas por quienes ya pertenecían a la comunidad. Cuando Tsuguharu Foujita llegó de Japón en 1913 sin conocer a nadie, conoció a Chaïm Soutine, Amedeo Modigliani, Jules Pascin y Fernand Leger exactamente la misma noche y en sólo una semana se hizo amigo de Juan Gris, Pablo Picasso y Henri Matisse. En 1914, cuando la pintora inglesa Nina Hamnett llegó a Montparnasse, la primera tarde el sonriente hombre que se sentaba en la mesa de al lado en la cafetería La Rotonde se presentó amablemente como Modigliani, pintor y judío. Se hicieron buenos amigos, más tarde Hamnett recordaría cómo una vez tomó prestados un jersey y unos pantalones de pana de Modigliani y fue a La Rotonde y bailó en la calle toda la noche.
Mientras la mayor parte de la comunidad artística aquí congregada trataba de ganarse la vida a duras penas, personalidades estadounidenses bien situadas como Peggy Guggenheim y Edith Wharton de Nueva York, Harry Crosby de Boston y Beatrice Wood de San Francisco fueron atrapadas por la fiebre de la creatividad. Robert McAlmon y Maria y Eugene Jolas llegaron a París y publicaron su revista literaria Transition. Harry Crosby y su cónyuge Caresse establecerían la editorial Black Sun Press en París en 1927, publicando libros de algunos futuros maestros como D. H. Lawrence, Archibald MacLeish, James Joyce, Kay Boyle, Hart Crane, Ernest Hemingway, John Dos Passos, William Faulkner, Dorothy Parker y otros. Asimismo, Bill Bird publicó en su editorial Three Mountains Press hasta que la heredera británica Nancy Cunard la adquirió.
- Datos: Q211604
- Multimedia: Montparnasse / Q211604